# Phyteuma hedraianthifolium
Phyteuma hedraianthifolium är en klockväxtart som beskrevs av Richard Schulz. Phyteuma hedraianthifolium ingår i släktet rapunkler, och familjen klockväxter. Inga underarter finns listade i Catalogue of Life.